# M/S Sassnitz
M/S Sassnitz (ty. F/S Sassnitz) var namnet på två fartyg som byggdes för Deutsche Reichsbahns räkning och trafikerade den så kallade Kungslinjen mellan Sassnitz och Trelleborg. Den senare blev det sista fartyg som trafikerade linjen intill dess nedläggning våren 2020.
Linjen öppnade igen 2023 genom FRS då HSC Skane Jet började trafikera leden.

## M/S Sassnitz (1959-1986)

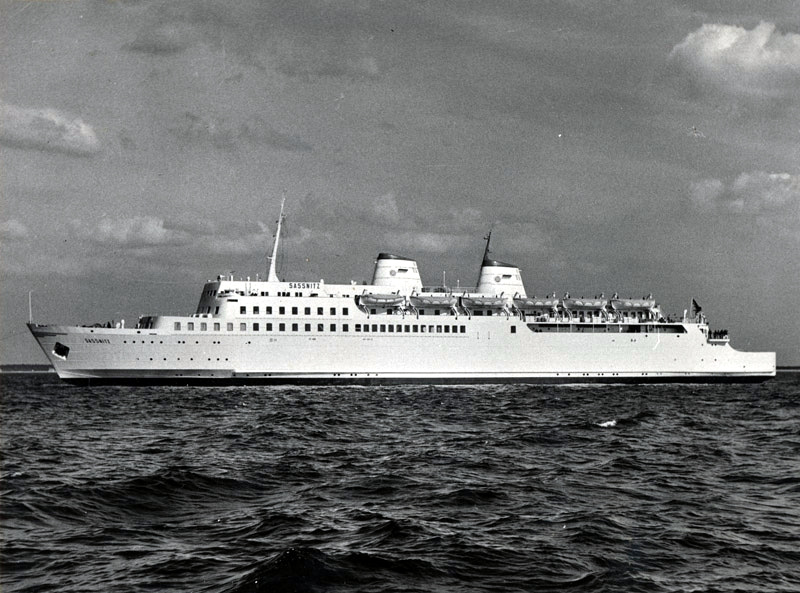
Färjan Sassnitz från 1959

Fartyget byggdes vid VEB Schiffswerft Neptun, Rostock, Östtyskland mellan 1957 och 1959 och sattes i trafik den 6 juli 1959. Det beställdes av Deutsche Reichsbahn och var av typen "järnvägsfärja", men hade även plats för bilar och lastbilar. Kapaciteten för fordon ombord var ursprungligen 40 järnvägsvagnar, 30 personbilar och passagerarkapaciteten 1017 passagerare. Vid senare ombyggnad höjdes kapaciteten till 240 personbilar, 525 lastmeter för lastbilar eller järnvägsvagnar och 1400 passagerare.
Fartyget var ordinarie på Kungslinjen fram till 1975 och fungerade därefter som reservfärja för huvudlinjen och i ingick trafiken till Bornholm.
1986 Såldes fartyget för trafik på Medelhavet där hon gick i trafik till 1995 under namnet Silver Paloma. Därefter upplagd fram till upphuggning år 2000 vid Alang, Indien.

## M/S Sassnitz (1989-2020)

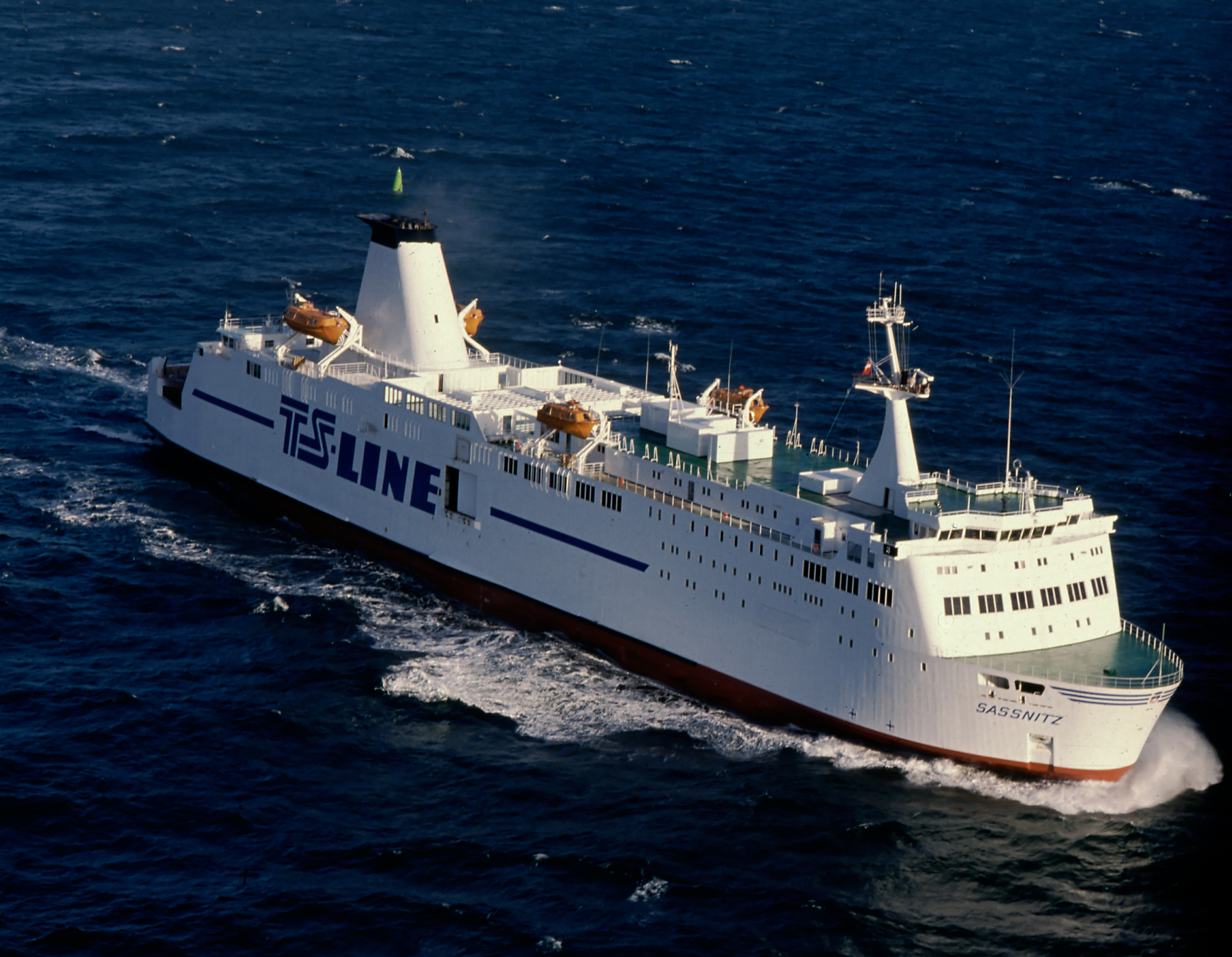
Färjan Sassnitz från 1989

Fartyget byggdes vid Danyard A/S Aalborg Værft mellan 1987 och 1989 och sattes i trafik den 19 mars 1989. Det beställdes av Deutsche Reichsbahn och var av typen "järnvägsfärja", men hade även plats för bilar och lastbilar. Kapaciteten för fordon ombord var upp mot 56 järnvägsvagnar, 170 personbilar, 20 lastbilar och passagerarkapaciteten 875 passagerare.
Efter att Östtyskland återförenades med Västtyskland överfördes färjan från Deutsche Reichsbahn, till Deutsche Fährgesellschaft Ostsee (DFO) 1993 och sedan vidare till Scandlines 1998.
Ursprungligen gick M/S Sassnitz under östtysk flagg, men sedan upplösningen av den Tyska Demokratiska Republiken (DDR), seglar hon under tysk flagg. 2012 övertogs fartyget av Stena Line som sedan tidigare övertagit linjens svenska fartyg M/S Trelleborg. 
Den 16 mars 2020 lades fartyget upp som ett resultat av Covid-19 pandemin, men ganska snart beslöts att stängningen av linjen skulle bli permanent, men återupptogs igen några år senare av det tyska rederiet FRS.
Upphuggning av fartyget inleddes den 20 oktober 2021 vid Aliaga, Turkiet.